# Fátima do Sul
Fátima do Sul este un oraș în Mato Grosso do Sul (MS), Brazilia.

## Personalități născute aici
- Rose Modesto (n. 1978), om politic.